# Matty Alou
Mateo Rojas "Matty" Alou (22 de diciembre de 1938 - 3 de noviembre de 2011) conocido como Matty Alou fue un jardinero central dominicano que jugó en las Grandes Ligas de Béisbol. 
Durante una  carrera de 15 años en el béisbol, militó en los Gigantes de San Francisco (1960-65), Piratas de Pittsburgh (1966-70), Cardenales de San Luis (1971-72), Atléticos de Oakland (1972), Yankees de Nueva York (1973), y Padres de San Diego (1974). Matty es el segundo del trío de hermanos Alou, que incluye a Felipe y Jesús.

## Carrera internacional
Alou fue jugador para los Gigantes por varios años y sin ser muy notable. Su mejor momento fue en 1962 cuando le tocó como bateador emergente en el último partido de una eliminatoria de tres partidos de desempate contra los Dodgers de Los Ángeles donde terminaron ganando el campeonato los Gigantes. Bateó para .333 en el esfuerzo de los Gigantes de no perder en la Serie Mundial de ese año ante los Yankees. Después Alou fue cambiado a los Piratas antes de la temporada de 1966, donde recibió instrucciones del experto Harry Walker, quien ayudó a convertirlo en un temible bateador. Ganó el título de bateo con un promedio de .342, su hermano  Felipe terminó segundo, y terminó entre los cinco primeros bateadores cuatro veces más después de eso (1967-1969, 1971). También lideró la liga en turnos al bate en dos ocasiones (1969-1970), en dar más hits en una ocasión (1969) y en dar más doble también en (1969). Después de salir de las Grandes Ligas mediante la temporada de 1974, jugó  tres temporadas en Japón en el equipo Taiheiyo Club Lions y se desempeñó como dirigente en la Liga Invernal Dominicana.

## Liga Dominicana
Mateo Alou (apodado "El Acorazado de Bolsillo") jugó y dirigió en la Liga Dominicana de Béisbol en el equipo Leones del Escogido. 
Como jugador terminó con un récord de 405 carreras anotadas, 687 hits, 90 dobles, 27 triples, 14 jonrones y 199 carreras remolcadas. Todo esto en 2,110 turnos al bate y con un promedio de bateo de .327.

## Muerte
Alou murió el 3 de noviembre de 2011 en el Centro de Diagnóstico, Medicina Avanzada y Telemedicina (CEDIMAT) en Santo Domingo por causas no especificadas.

## Honores y reconocimientos
El 23 de junio de 2007, el Hispanic Heritage Baseball Museum Hall of Fame exaltó a Matty Alou en su Salón de la Fama durante una ceremonia previa al partido de ese día. Él, junto con el campocorto Omar Vizquel fueron honrados frente a más de 43,000 fanáticos.